# توني ماكمانوس
توني ماكمانوس (بالإنجليزية: Tony McManus)‏ (22 سبتمبر 1980 في الولايات المتحدة - ) هو لاعب كرة قدم أمريكي في مركز الوسط. لعب مع شيكاغو فاير ونادي دالاس وفيرجينيا بيتش مارينرز ونادي شمال كارولاينا وTampa Bay Rowdies ‏ وPortland Timbers (2001–2010) ‏ وMemphis Express (soccer) ‏ وأتلانتا سيلفرباكس.

## وصلات خارجية
- توني ماكمانوس على موقع قاعدة بيانات كرة القدم.إي يو (الإنجليزية)